# Bernathonomus piperita
Bernathonomus piperita là một loài bướm đêm thuộc phân họ Arctiinae, họ Erebidae.